# Бонч-Осмоловская, Татьяна Борисовна
Татья́на Бори́совна Бонч-Осмоло́вская (Васильева; род. 24 августа 1963) — российский и австралийский филолог, прозаик, переводчица, литературный критик, организатор культурных проектов, кандидат филологических наук (РГГУ, 2003) и PhD (UNSW, 2011).

## Биография
Родилась в Симферополе в семье физика Бориса Васильевича Васильева.
В начальной школе училась в Дубне, в старшей — в СУНЦ МГУ (восемнадцатом интернате). Закончила Московский физико-технический институт (1987) и Французский университетский колледж (2001).
Работала в Объединённом институте ядерных исследований (Дубна), издательствах «Мастер», «Свента», «Грантъ». Кандидат филологических наук (диссертация «„Сто тысяч миллиардов стихотворений“ Раймона Кено в контексте литературы эксперимента», Защитила диссертацию на тему «The Formal Literary Experiments in Contemporary Russian Poetry in the Context of European Literature Techne» (Сидней, Австралия).
Автор учебного курса комбинаторной литературы (гуманитарный факультет МФТИ), учебного пособия «Комбинаторная литература» (МФТИ, 2008), монографии «Введение в литературу формальных ограничений» (Бахрах-М, 2009), электронной книги «Лабиринты комбинаторной литературы: от палиндрома к фракталу» (Textonica, 2016). Глава ассоциации «Антиподы. Русская литература в Австралии». Организатор австралийских фестивалей русской литературы «Антиподы» (Сидней 2006, 2008, 2010—2011) и ряда культурных мероприятий Ассоциации «Антиподы». Редактор и составитель антологий фестивалей русской литературы в Австралии «Антиподы» (2006, 2008, 2010-11), научный редактор специальных выпусков журнала «Symmetry: Culture and Science», посвященных симметрии в литературе (2012, 2014), соредактор и составитель антологии «Свобода ограничения» (НЛО, 2014), исследователь-составитель доклада «Жесткое подавление свободы слова в России в 2012—2018 гг.» Ассоциации Свободное слово и Международного ПЕН клуба (2018). Член Союза Российских писателей (2009), Международной Академии Зауми, Крымского геопоэтического клуба. Редактор интернет-проекта «Артикуляция».
С 2009 по 2017 годы была членом Русского ПЕН-центра, в январе 2017 года заявила о выходе из ПЕН-центра в знак протеста против действий Исполкома. С 2018 года член ПЭН Москва.
С 2018 года участвует в составлении интеллектуальных игр для студентов и школьников.
С 2020 года консультант и участница (автор словарных статей) проекта «Словарь культуры XXI века».
Живёт в Сиднее (Австралия).

## Творчество

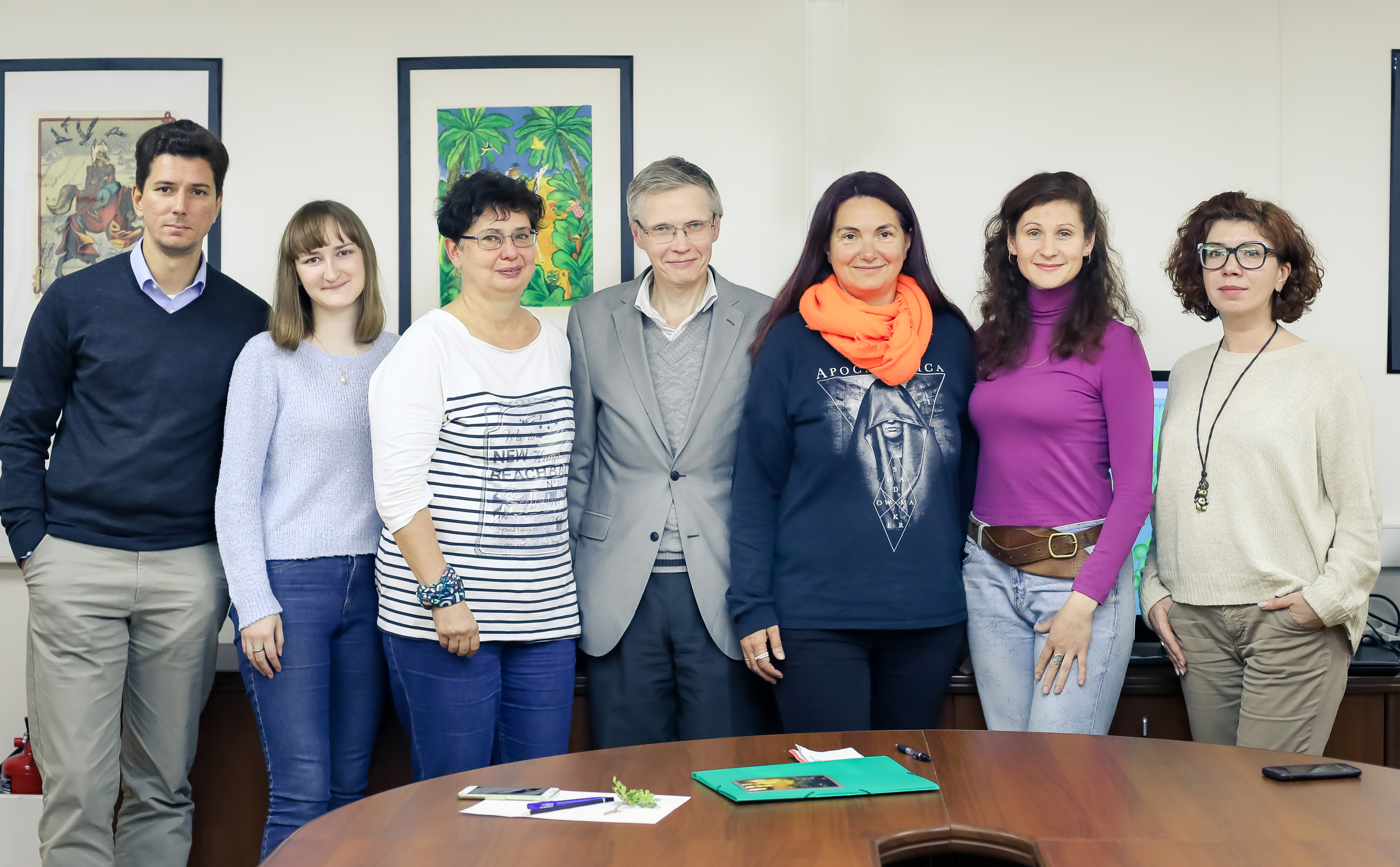
Встреча с писателем Татьяной Бонч-Осмоловской в Российской государственной детской библиотеке. Крайний слева — поэт Денис Безносов, рядом переводчица Татьяна Луконина. Татьяна Бонч-Осмоловская в центре в оранжевом шарфе, рядом с ней поэт Александр Бубнов. Крайняя справа — поэтесса Анна Золотарёва.

Публикации в журналах и антологиях: «Новый мир», «НЛО», «Знамя», «Волга», «Арион», «Иностранная литература», «Урал», «Неприкосновенный запас», «Textonly», «Русский журнал», «Наука и жизнь», «Стороны Света», «Черновик», «Другое полушарие», «Дети Ра», «Цирк Олимп», «ОКНО», «Знание-сила: Фантастика», «Меценат и Мир», «Абзац», «Новая реальность» и других.
Переводила на русский язык Жоржа Перека, Раймона Кено и Фланна О’Брайена.
Тексты на английском выходили в Don Bank anthologies; Bridges anthologies; London Grip New Poetry; The POEM; Red Room Company; Rochford Street Review, Not So Quiet, The Esthetic Apostle, Cagibi, Poetry International journal; Journal of Humanistic Mathematics; Skywriters Anthologies; Transitions; Dvoetochie; Four Centuries. Russian Poetry in Translation; Red Door Magazine, Petersham Bowlo Anthology.
Участвовала в фестивалях «Лапа Азора» (2007, 2009), «Стрелка» (Нижний Новгород, 2009), «Фестиваль верлибра» (Санкт-Петербург, 2009), «Symmetry» (Будапешт 2003, 2009), «Rhythm of Structure» (New York, 2009), «The Bridges» (Пеш, Венгрия, 2010). Соорганизатор семинара «Поэзия в университете» (РосНОУ, Москва, 2013—2014), поэтического фестиваля «ГолосА» (Чебоксары, 2014), конференции украинской поэзии (Сидней, 2014), литературных чтений фестиваля «Симметрия» (Дельфт, 2013), Sydney Writer’s Festivals (в составе группы «Auburn Poets and writers», 2020, 2021), поэтических чтениях «Bridges Conferences» (2014—2022), Condo SkyFest (2022).
Визуальные работы демонстрировались на выставках: «50 лет МФТИ» (1996, Концертный зал Россия), «Клуб выпускников МФТИ» (Долгопрудный, 1998), «Детский компьютерный клуб» (Москва, 2002), «Free Spirit» (Randwick City Library, Australia, 2002), «Symmetry» (Будапешт 2003), Пост-концепт. Смеш-концепт (Москва, 2008), Вентилятор (Санкт-Петербург, 2010), Poetry-Art (Санкт-Петербург, 2011).
Гость художественных и литературных резиденций «Международный дом писателя и переводчика» (Латвия, ноябрь 2016, ноябрь 2019), «The Tyrone Guthrie Centre at Annaghmakerrig» (Ирландия, декабрь 2017), «Air Le Parc» (Франция, июль 2018), «Varuna» (Катумба, Австралия, сентябрь 2018), «Arteles» (Финляндия, октябрь 2019; февраль-апрель 2022).

## Книги и сборники
- День рождения. Сборник новелл. — М.: Свента, 1998. (Под именем Татьяна Васильева)
- Мартовские мозаики. Роман. — М.: Грантъ, 2002. — 254 с. (Под именем Татьяна Васильева)
- Раймон Кено. Сто тысяч миллиардов стихотворений. Пер. с франц. — М.: Грантъ, 2002. — 32 с.
- Введение в литературу формальных ограничений. Литература формы и игры от античности до наших дней. Самара: Бахрах-М, 2009. — 560 с.
- Занимательная риторика Раймона Кено. — М.: Либроком , 2009. — 256 с. (В соавторстве с С. Фединым, С. Орловым)
- Антиподы . — Sydney, Antipodes, 2010 (editor)
- Страшные истории о зеркалах. Антология. — М.: Время, 2011. Коллектив авторов, составитель И. Мытько
- Идти легко. — New York, Stosvet Pres, 2011. — 206 c.
- OZ. — М.: Крымский Клуб, Издательство Независимая Газета, 2012. — 112 с.
- Хокку-минус. — Борис Гринберг (текст), Татьяна Бонч-Осмоловская (иллюстрации). Электронная книга: docking the mad dog, 2013.
- Из точки А. — (Совместно с Всеволодом Власкиным, Норой Крук, Леной Островской). Сидней, 2012. — 126 с.
- Свобода ограничения. Антология современных текстов, основанных на жестких формальных ограничениях. Сост. Т. Бонч-Осмоловская, В. Кислов; вступ. ст. Т. Бонч-Осмоловской. Москва: Новое литературное обозрение, 2014. — 216 с.
- Истоки истины. М.: Арт-Хаус Медиа, 2015. — 216 с.
- Лабиринты комбинаторной литературы: от палиндрома к фракталу. Electronic book, Textonica, 2016.
- Развилка. Харьков: Фабула, 2017. — 480 с.
- Зеркала Кносса: Валерий Хазин. Каталоги Телегона. Татьяна Бонч-Осмоловская. Колыбельная для Кассифоны. НЙ: Лабрис, 2017. — 160 с.
- Монстры Австралии. Илл. Виктор Перельман. М.: НФБП ВП, 2018. — 72 сс.
- Умножение сущностей. Сборник эссе и рецензий. М.: Проект Абзац, 2018. — 288 сс.
- Сквозь слоистое стекло. Киев: Каяла, ФОП РетiвовТетяна, 2019. — 240 сс.
- Листья эвкалипта. Письма из Австралии российским политическим заключенным. М.: Лабрис, 2019. — 180 сс.[4]
- Вдоль лисьих следов. Чебоксары; М.: Free Poetry, 2020. — 62 с. (Поэтическая серия).
- Пока есть на земле цикады и оливы. Киев: Каяла, 2021. — 200 с. — (Серия «Современная литература. Поэзия, проза, публицистика»).
- Лавровый лист. — Сборник рассказов. Татьяна Бонч-Осмоловская, Анна Голубкова, Татьяна Риздвенко, Ирина Саморукова, Елена Соловьева, Марина Хоббель, Алена Чурбанова. — Москва: Литрес, 2021. — 210 с.
- Эллада и другие женщины. — Сборник стихотворений. Послесловие Анны Голубковой. — Алматы: UGAR.kz, 2023. — 78 с.

## Признание
Лауреат:
- Фестиваля «Симметрия» (Будапешт, 2003);
- Международной отметины имени Бурлюка (2009);
- конкурса еврейской литературы «Букник» (2009);
- премии журнала «Окно» (2010);
- премии «Летающие собаки» (2013);
- конкурса эссе журнала «Новый мир» к 125-летию Осипа Мандельштама.

Работы входили в короткий список:
- премии Сергея Курёхина (2010);
- короткий список премии Норы Галь (2015);
- короткий список премии «Московский наблюдатель» (2015);

Работы входили в длинный список:
- Русской премии (2016);
- премии «Неистовый Виссарион» (2019, 2021);
- конкурса «Новая детская книга» (номинация «Мистика. Хоррор. Саспенс», 2020);
- премии «Поэзия» (2021).